# Borsod-Abaúj-Zemplén
Borsod-Abaúj-Zemplén är en provins belägen i nordöstra Ungern.

## Städer
[källa behövs]
- Miskolc (168 075 invånare)
- Ózd (39 114)
- Mezőcsát (6578)
- Kazincbarcika (32 934)
- Szikszó (6062)
- Sátoraljaújhely (18 352)
- Emőd (5471)
- Mezőkövesd (17 995)
- Tokaj (5155)
- Tiszaújváros (17 581)
- Nyékládháza (5021)
- Sárospatak (14 718)
- Szendrő (4355)
- Sajószentpéter (13 343)
- Borsodnádasd (3605)
- Edelény (11 220)
- Abaújszántó (3422)
- Szerencs (10 213)
- Cigánd (3299)
- Putnok (7625)
- Gönc (2254)
- Felsőzsolca (7157)
- Pálháza (1114)
- Encs (7000)